# Člunek
Člunek és una localitat del districte de Jindřichův Hradec a la regió de Bohèmia Meridional, República Txeca, amb una població estimada a principis de 2018 de 484 habitants.
Està situada a l'est de la regió, al sud de la ciutat de Praga, a l'oest de Brno i prop de la frontera amb Àustria i amb la regió de Vysočina.